# Липники (Чортківський район)
Липники (раніше Малі та Великі Липники) — хутір, на місці якого збудовано смт Заводське одночасно з Чортківським цукровим заводом.

## Топоніміка
Історична назва хутора утворилася семантичним способом від географічного терміна «липник», що означає «липовий ліс», «невеликий липовий ліс». Тобто, його назва походить від місця розташування біля урочища Липник за ознакою того, що в цій ділянці великого лісового масиву домінували насадження липових дерев.

## Історія
Заснований наприкінці XIX століття.
До Другої світової війни було 12 селянських господарств. На хуторі, на місці нинішньої лікарні, розташовувався фільварок пана Ринчаковського, де були хата, господарські споруди, сад, велика пасіка, 10 гектарів землі. Працювали на цій землі місцеві селяни за певну платню. Війна хутору не торкнулась, оскільки через хутір тільки пересувались війська. У післявоєнний період з хутора виїхало три сім'ї поляків, а з Польщі прибули три сім'ї переселенців. Двох жителів хутора влада звинуватила у сприянні УПА та засудила. Вони відбували покарання в Магаданській області (РФ).
У 1950 році хутір Липники в процесі колективізації приєднали до сусіднього села Пастуше, яке входило в колгосп імені Леніна. У селян забрали землю, господарський реманент і худобу.

## Населення
У 1952 році на хуторі — 27 дворів, 121 житель.